# You're the One That I Want
Pistes de Bande originale de Grease
Hopelessly Devoted to You Sandy
You're the One That I Want est une chanson du film Grease sortie en 1978, interprétée par le duo John Travolta et Olivia Newton-John. Elle a été écrite et composée par John Farrar, guitariste des Shadows.
Elle a été numéro 1 du Billboard Hot 100 et des charts britanniques, où elle est restée en tête neuf semaines. En France, également en tête des charts, elle s'est vendue, selon le site InfoDisc, à 1,8 million d'exemplaires.

## Classements
| Classement / pays (1978)                | Meilleure position |
| --------------------------------------- | ------------------ |
| Australie Kent Music Report             | 1                  |
| Autriche                                | 1                  |
| Canada                                  | 1                  |
| Pays-Bas Top 40                         | 1                  |
| Eurochart Hot 100                       | 1                  |
| Allemagne                               | 1                  |
| Irlande                                 | 1                  |
| Japon Oricon                            | 25                 |
| Nouvelle-Zélande RIANZ                  | 1                  |
| Norvège VG-lista                        | 1                  |
| France                                  | 1                  |
| Suisse                                  | 1                  |
| Suède                                   | 1                  |
| Billboard Hot 100                       | 1                  |
| Billboard Hot Adult Contemporary Tracks | 23                 |
| UK Singles Chart                        | 1                  |
| Classement / pays (1998)                | Meilleure position |
| Australie ARIA                          | 32                 |
| Irlande                                 | 15                 |
| UK Singles Chart                        | 4                  |

## Reprises
Elle a été reprise par de nombreux duos, artistes ou groupes :
- En 1978, elle fut reprise par de jeunes comédiens britanniques (16 ans), Arthur Mullard et Hylda Baker, qui firent une piètre performance lors de leur interprétation en direct sur Top of the Pops; Cette version a atteint la 22e place des charts britanniques.
- En 1979, The Shadows en feront une version instrumentale dans l'album String of Hits.
- En 1982, Lesley Gore a fait une reprise sur l'album The Canvas Can Do Miracles, remplaçant la phrase « cause I need a man » par « cause I need a friend ».
- The Beautiful South l'a repris sur l'album Golddiggas, Headnodders and Pholk Songs.
- En 1993 Craig McLachlan et Deborah Gibson l'ont repris sur l'album Grease - Original London Cast Recording.
- Tenacious D et Andy Serkis l'ont interprété en direct, en acoustique.
- Chris Trousdale et Nikki Cleary l'ont aussi repris.
- Pauline Croze reprend cette chanson en 2005 dans l'édition limitée de son premier album éponyme.
- Lors de la tournée de la comédie musicale La légende de Broadway, Jean Sébastien Lavoie reprend ce titre qui fait également partie de l'album de La légende de Broadway.
- En 2007, McFly l'a reprise sur album Over the Rainbow.
- Les rappeurs Dr. Dre et Snoop Dogg ont signé un mashup avec The Next Episode: You're The One That / I Want In The Next Episode.
- Angus and Julia Stone ont réalisé une version acoustique pour une radio australienne.
- Dans la série Glee, la chanson est reprise dans trois épisodes : l'épisode 1 et l'épisode 12 de la première saison, mais elle fut à chaque fois interrompu. Dans l'épisode 6 de la quatrième saison, la chanson est reprise entièrement.
- Dans un épisode de la série That '70s Show, le personnage Jackie Burkhart rêve qu'elle et Steven Hyde font une reprise de la chanson.
- En 2009, les chanteurs finlandais Suvi Teräsniska et Janne Raapana font une version en finnois dans une émission de la télévision finlandaise[3].
- En 2014, une version indie de Lo-Fang (en) est enregistrée et utilisée par Chanel dans un clip publicitaire pour le Chanel N°5[4].
- En 2016 elle est reprise en version bachata par The Klaim & Federica Carta.

## Parodies
- En 1978, les comédiens allemands Dieter Hallervorden et Helga Feddersen l'ont parodié sous le titre Du, die Wanne ist voll avec des mots allemands ressemblant aux mots des paroles en anglais. Cette version a atteint la 4e place des charts allemands.
- Également en 1978, Patrick Topaloff parodie la chanson sous le titre Où est ma ch'mise grise ?, avec Sim en Olivia Newton-John. La chanson est disque d'or en France en 1979 avec 574 000 exemplaires vendus[5].